# كيرك براونينج
كيرك براونينج (بالإنجليزية: Kirk Browning)‏ هو منتج تلفزيوني ومخرج أمريكي، ولد في 28 مارس 1921 في نيويورك في الولايات المتحدة، وتوفي في 10 فبراير 2008 بسبب نوبة قلبية.

## وصلات خارجية
- كيرك براونينج على موقع IMDb (الإنجليزية)
- كيرك براونينج على موقع ألو سيني (الفرنسية)
- كيرك براونينج على موقع أول موفي (الإنجليزية)
- كيرك براونينج على موقع قاعدة بيانات الفيلم (الإنجليزية)
- كيرك براونينج على موقع كينوبويسك (الروسية)